# Bacillus clausii
Bacillus clausii Nielsen et al., 1995 è un batterio Gram-positivo, mobile, che genera spore. Vive nel suolo. È un microrganismo utilizzato come probiotico.

## Descrizione
Il Bacillus clausii è un microrganismo mobile Gram-positivo,  in quanto la spessa parete cellulare di peptidoglicano che lo circonda reagisce alla colorazione di Gram.
Come la maggior parte dei batteri del genere Bacillus, è a forma di bastoncello, ha la capacità di generare spore e cresce in gruppi o colonie. È un microrganismo alcalofilo e vive negli ambienti alcalini o basici, si ritrova prevalentemente nel suolo. Una delle caratteristiche di questo microrganismo risiede nella sua capacità di produrre un particolare tipo di enzimi, le subtilisine, che hanno attività proteasica in ambiente altamente alcalino.
Il Bacillus clausii è un batterio sporigeno, ossia produce spore capaci di resistere a diversi fattori chimici, come per esempio diversi valori di pH, e fisici, come differenti temperature.

## Applicazioni biotecnologiche
Le spore di alcuni ceppi di B. clausii vengono utilizzate come probiotici, e sono in grado di sopravvivere agli ambienti acidi, caratteristici dello stomaco, e di crescere e moltiplicarsi e trasformarsi nelle forme vegetative a livello dell'intestino.
Una volta nell'intestino, gli enzimi prodotti dall'attività metabolica di B. clausii agiscono migliorando l'equilibrio microbico (eubiosi) del microbiota umano e proteggendolo dalle infezioni di altri batteri. Le spore infatti aderiscono alla mucosa impedendo l'adesione da parte dei patogeni, competono con essi per l'utilizzo delle sostanze nutritive e producono sostanze antimicrobiche (immunoglobuline) inibendone la crescita.
In particolare, le spore di B. clausii sono impiegate in vari farmaci probiotici indicati principalmente per la prevenzione e il trattamento del dismicrobismo intestinale sia nei pazienti adulti sia nei pazienti pediatrici, come ad esempio l'enterogermina.
Diversi studi clinici hanno infatti evidenziato l'efficacia e la tollerabilità delle spore di B. clausii in caso di alterazioni (disbiosi) del microbiota umano, meteorismo, diarrea e dolore addominale.
Inoltre le spore di Bacillus clausii sono resistenti a diverse classi antibiotiche (penicilline, cefalosporine, tetracicline, macrolidi, aminoglicosidi, novobiocina, cloramfenicolo, tiamfenicolo, lincomicina, isoniazide, cicloserina, rifampicina, acido nalidixico e acido pipemidico), evidenziando la possibilità di assumere contemporaneamente i due trattamenti per prevenire gli effetti collaterali gastrointestinali caratteristici della terapia antibiotica.
Le recenti linee guida (2012) relative a probiotici e prebiotici edite dalla World Gastroenterology Organisation pongono il B. clausii fra i probiotici raccomandati nella prevenzione della diarrea da antibiotici nell'adulto e come adiuvante, per la prevenzione degli eventi avversi gastrointestinali, in corso di terapia antibiotica per l'eradicazione di H. pylori.

## Avvertenze
Terapia antibiotica: durante la terapia antibiotica, somministrare la soluzione contenente le spore di Bacillus clausii tra una somministrazione antibiotica e quella successiva.
Gravidanza: la somministrazione di probiotici durante la gravidanza non è controindicata.
Conservazione: la soluzione contenente spore di Bacillus clausii deve essere conservata a temperature non superiori a 30 °C.